# Strange+
Strange+ é um mangá de comédia criado por Verno Mikawa. O mangá vem sendo publicado na revista Monthly Comic Zero Sum Sum desde março de 2002.
Em janeiro de 2014 o mangá recebeu uma adaptação em anime.